# Martin Cooper

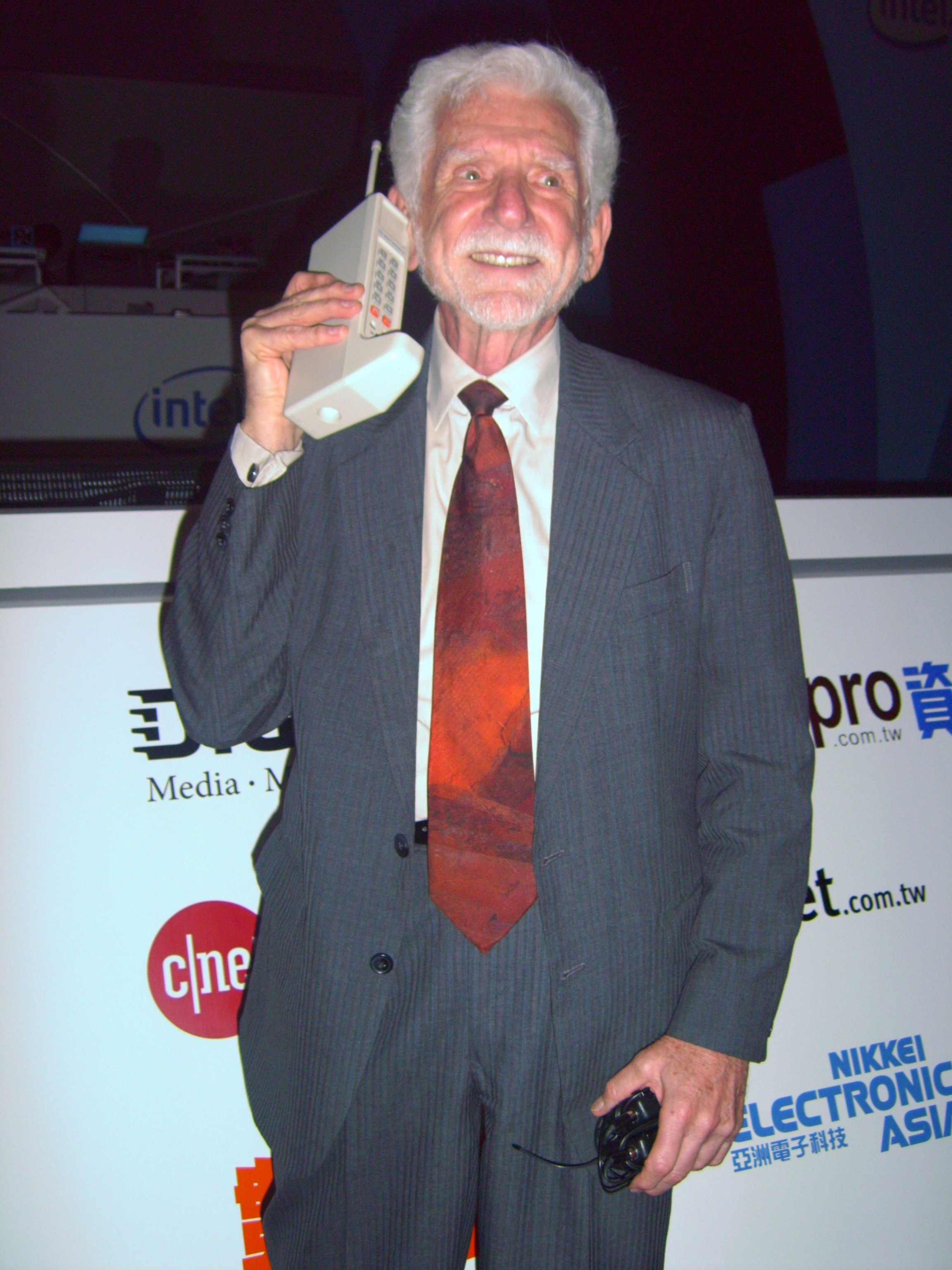
Martin Cooper (2007)

Martin Cooper (* 26. Dezember 1928 in Chicago) ist ein US-amerikanischer Elektroingenieur. Er gilt als Erfinder des Mobiltelefons.

## Leben
Cooper wurde in Chicago als Sohn ukrainischer Einwanderer geboren. Er studierte in den 1950er-Jahren am Illinois Institute of Technology (IIT) und diente während des Koreakrieges bei der US-Navy. Im Jahr 1957 erwarb er einen Master in Elektrotechnik und erhielt 2004 die Ehrendoktorwürde des IIT.
Cooper ist Geschäftsführer und Gründer von ArrayComm. Zuvor hatte er bei Motorola in der Forschung und Entwicklung gearbeitet. Am 3. April 1973 tätigte er auf der 6th Avenue in New York den ersten Anruf über einen gemeinsam mit Rudy Krolopp bei Motorola entwickelten und gebauten Mobiltelefon-Prototypen, mit dem er seinen Rivalen bei den Bell Labs anrief. Am 17. Oktober 1973 reichte er sein Patent für ein Radio-/Telefon-System ein, das am 16. September 1975 erteilt wurde. Daher wird er als der Erfinder des modernen Mobiltelefons angesehen.
1995 erhielt Cooper für seine technischen Innovationen im Bereich Kommunikation den Wharton Infosys Business Transformation Award, 2009 gemeinsam mit Ray Tomlinson den Prinz-von-Asturien-Preis in der Kategorie Wissenschaft und Forschung und 2013 gemeinsam mit vier weiteren Personen den Charles-Stark-Draper-Preis. Ebenfalls 2013 wurde er mit dem Marconi-Preis ausgezeichnet; für 2015 wurde ihm der IEEE Masaru Ibuka Consumer Electronics Award zugesprochen. 2025 wurde er mit der National Medal of Technology and Innovation ausgezeichnet.
Cooper ist Mitglied von Mensa.

## Cooper's Law
Von Martin Cooper stammt Cooper's Law über die spektrale Effizienz. Danach verdoppelt sich seit Beginn des 20. Jahrhunderts die Zahl möglicher Funkkanäle an jedem Ort innerhalb von 30 Monaten. Als Guglielmo Marconi 1901 Morsesignale über den Atlantik funkte, blockierte er damit einen Großteil des damals nutzbaren Funkspektrums. Weltweit hätte es zu diesem Zeitpunkt nur 50 Funkverbindungen geben können, ohne dass sie einander stören. Diese Zahl hat sich durch mehrere Ursachen wesentlich erhöht:
- Das nutzbare Spektrum hat sich sehr stark zu immer höheren Frequenzen erweitert, stets wurden neue Frequenzbänder nutzbar.
- Neue Modulationen erlauben eine bessere spektrale Effizienz, bei fester Bandbreite also mehr Kanäle.
- Die benötigte Reichweite und damit die Ausgangsleistung der Sender wird geringer. Dadurch kann dieselbe Frequenz schon in geringerem Abstand wieder verwendet werden.

Dieses Wachstum wird in extrem dichten Funknetzen an Grenzen stoßen.